# Орн, Жан-Батист
Жан-Батист Орн (люкс. Jean-Baptiste Horn; 7 апреля 1886, Боннвуа, Люксембург (город), Люксембург — 26 ноября 1957, Люксембург (город), Люксембург) — люксембургский гимнаст, участник летних Олимпийских игр 1912 года (4-е место в основном командном первенстве и 5-е место в командном первенстве по произвольной системе).